# Intuitive Machines Mission 2
Intuitive Machines Mission 2 (IM-2 «Афина») — американская лунная миссия по доставке посадочного модуля Nova-C на поверхность Луны. Миссия осуществляется в рамках программы CLPS. В рамках миссии планировалось осуществить первый полет беспилотного летательного аппарата μNova, предназначенного для доставки полезной нагрузки в радиусе до 25 км от места посадки. Запуск состоялся 27 февраля. 6 марта 2025 года совершил посадку на Луну. При посадке аппарат попал в кратер и завалился на бок, что привело к невозможности использования солнечных батарей и выполнения основных задач миссии. 7 марта 2025 года, после разрядки аккумуляторов, связь со станцией была потеряна. 

## Подготовка к полёту
В мае 2024 года компания объявила, что IM-2 выходит на стадию окончательной сборки.
16 июля 2024 года Intuitive Machines проверила двигатели VR900 которые будут использованы в рамках миссии.
18 июля 2024 года завершена проработка места посадки миссии, подходящая освещенность будет с ноября 2024 по январь 2025.
В сентябре 2024 года компания заявила, что готовится к запуску в январе 2025 года.
28 января 2025 года посадочный модуль Афина был доставлен на мыс Канаверал, для подготовки к запуску.

## Полёт
27 февраля 2025 года 0:16 UTC миссия была запущена с площадки LC-39A космического центра имени Кеннеди ракетой Falcon-9, в течение нескольких часов аппарат был успешно развернут.
3 марта модуль вышел на низкую окололунную орбиту, а 6 марта вышел на траекторию спуска к поверхности Луны, принял вертикальное положение и совершил посадку в регионе горы Мутон вблизи южного полюса Луны. Однако затем стало ясно, что IM-2 лежит на боку внутри лунного кратера, а его опоры направлены на Землю. В связи с этим он досрочно завершил свою миссию из-за минимальной вероятности успешно перезарядить свои аккумуляторы.

## Полезная нагрузка
Полезная нагрузка MiniPIX TPX3 SPACE, предоставленная чешской компанией ADVACAM, находилась на борту лунного посадочного модуля Nova-C. Эта полезная нагрузка была предназначена для мониторинга радиационного поля на Луне и помощи в понимании того, как защитить экипаж и оборудование от негативного воздействия космических лучей. Основная полезная нагрузка, PRIME-1, включает в себя ледобур TRIDENT для отбора проб льда из-под лунной поверхности и масс-спектрометр MSolo для измерения количества льда в образцах. Вследствие неудачной посадки, основная полезная нагрузка свои задачи не выполнила.
| Название           | Описание                                             | Агентство или Организация |
| ------------------ | ---------------------------------------------------- | ------------------------- |
| PRIME 1            | Бур и масс-спектрометр для обнаружения льда на Луне. | НАСА                      |
| MiniPIX TPX3 SPACE | Камера для наблюдения за радиационным полем на Луне. | ADVACAM                   |

### Второстепенная нагрузка
Совместно с аппаратом была запущена второстепенная нагрузка: спутники, луноходы и кубсаты, а также лунный беспилотник μNova.
| Название          | Описание | Агентство или Организация |
| ----------------- | --- | ------------------------- |
| Lunar Trailblazer | Спутник для картографирования лунной поверхности и поиска воды на Луне, по программе SIMPLEx. Потеряна связь вскоре после запуска. | НАСА                      |
| μNova             | БПЛА, для исследования в труднодоступных областей Луны. Вследствие аварийной посадки базового модуля, не был задействован. | Intuitive Machines        |
| M1 MAPP           | 5-10 килограммовый луноход предназначенный для автономной работы по картографированию Луны. Аппарат оснащен 3D камерой разработанной в Массачусетском институте. Также планировалось использование стандарта 4G/LTE для связи между луноходом, основной станцией и беспилотником. Систему связи организует Bell labs, дочерняя компания Nokia. Вследствие аварийной посадки базового модуля, не был задействован. | Nokia                     |
| Odin              | Аппарат предназначенный для исследования околоземного астероида 2022 OB5, в частности возможности добычи полезных ископаемых на астероидах. Потеряна связь вскоре после запуска. | AstroForge                |
| AstroAnt          | Малый луноход предназначенный для исследования лунохода MAPP. Должен был передвигаться исключительно по его радиаторам. Вследствие аварийной посадки базового модуля, не был задействован. | MIT                       |
| Yaoki             | Малый луноход весом 0,498 кг. Вследствие аварийной посадки базового модуля, не был задействован. | Dymon                     |
| CHIMERA-GEO 1     | Опытный межорбитальный буксир. После отделения от ракеты-носителя доставил на ГСО 16U кубсат компании Exolaunch. | Epic Aerospace            |